# أرشق
أَرْشَق هو جبل تاريخي يقع في أرض موقان من نواحي أذربيجان، عند مدينة بابك الخُرَّمي.

## التسمية
يُكتب أرشق بـِ "الفتح ثم السكون، وفتح الشين المعجمة، وقاف".

## التاريخ
ذُكر جبل أرشق في شعر أبي تمام وهو يمدح أبا سعيد محمد بن يوسف التغري، ويصف قضاءه على مواقع مثل سندبايا وأرشق:

### فهرس المنشورات
1. 1 2 3  الحموي (1977)، ج. 1، ص. 152.

### معلومات المنشورات كاملة
الكتب مرتبة حسب تاريخ النشر
ياقوت الحموي (1977)، معجم البلدان (ط. 1)، بيروت: دار صادر، OCLC:1014032934، QID:Q114913343